# Juan de Acuña y Portugal
Juan de Acuña Portugal y Quiñones de León (?-1475), ricohombre de León, fue III conde de Valencia de Don Juan y II duque de Valencia de Campos, al ser hijo de Pedro de Acuña y Portugal, nieto de Martín Vázquez de Acuña y bisnieto de Juan de Portugal, el primer duque de Valencia de Campos.
Ostentó además el señorío de las villas leonesas de Fresno de la Vega, Cabreros del Río, Villademor de la Vega y Pajares de los Oteros. Fue alcalde de las Torres de la ciudad de León. Fue también I duque de Gijón y de Pravia.

## Matrimonio y descendencia
Se casó con Teresa Enríquez, hija del I conde de Alba de Liste Enrique Enríquez de Mendoza, lo que le proporcionó una dote de 1.500.000 maravedís. Sus hijos fueron:
- Juana de Acuña, casada con Pedro Vélez de Guevara.
- Enrique de Acuña y Portugal, IV conde de Valencia de Don Juan y II conde de Gijón.
- Martín de Acuña Enríquez, casado con Juana de Acuña, señores de Matadeón de los Oteros.
- Alfonso Enríquez de Acuña, casado con María Cabeza de Vaca, señores de Alcuetas.

## Construcción delCastillo de Valencia de Don Juan

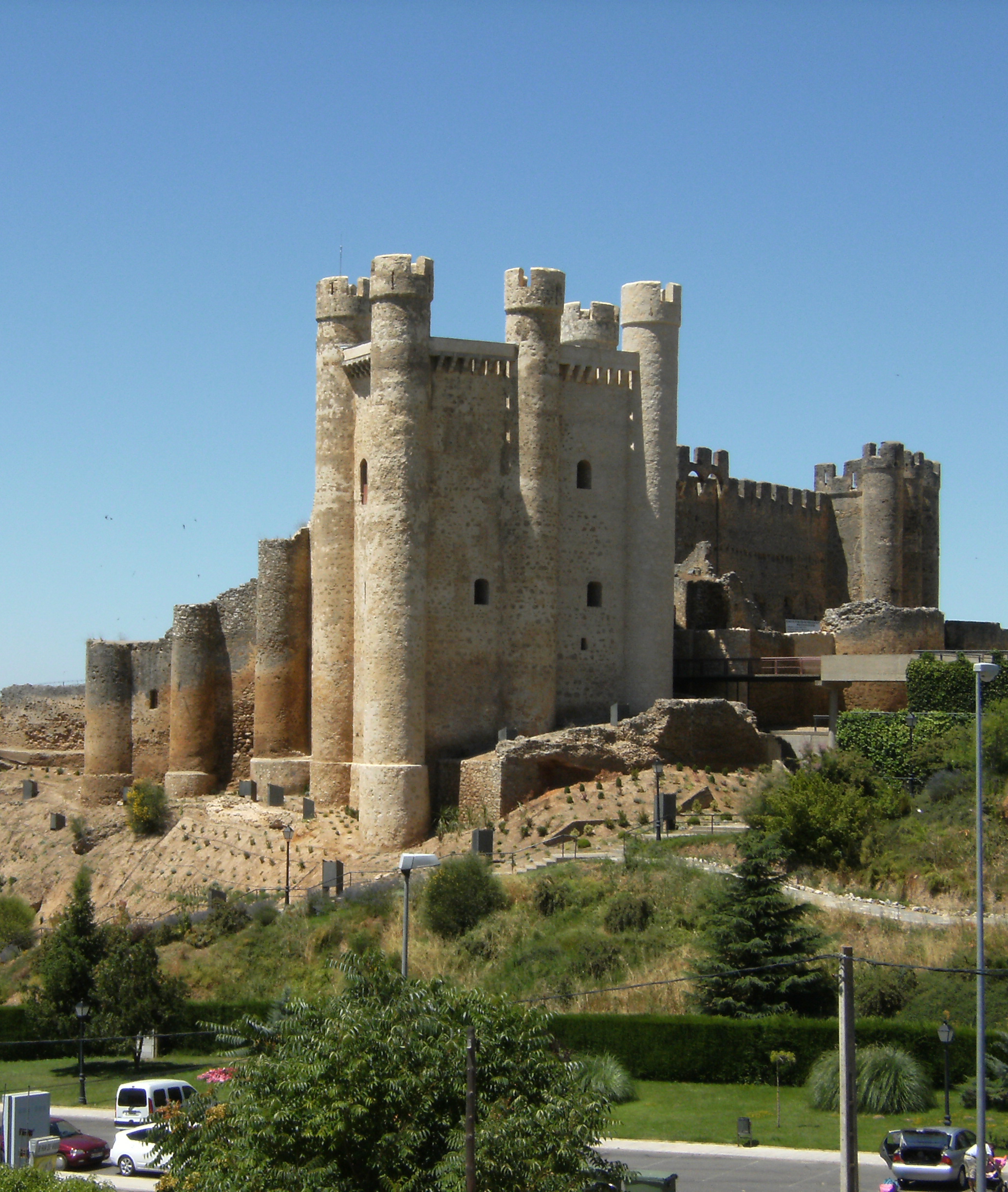
Castillo de Valencia de Don Juan (León)

El matrimonio entre Juan de Acuña y Teresa Enríquez fue el principal constructor del Castillo de Valencia de Don Juan, en la provincia de León. Están perfectamente documentadas las obras de ambos condes-duques entre 1465 y 1470, en las que invirtieron fasta seys quentos de maravedís
Sus blasones están todavía visibles en las torres de la muralla.

## Asedio y muerte en 1475
Juan de Acuña fue fiel al rey Enrique IV y a Juana la Beltraneja, por lo que no aceptó a los Reyes Católicos. Por ello, en 1475 durante la Guerra de Sucesión Castellana el Castillo de Valencia de Don Juan fue tomado o asediado por su cuñado Juan de Robles fiel a Isabel y Fernando. En el transcurso de dicha intriga murió Juan de Acuña y Portugal precipitado desde una de las ventanas del castillo. Todavía no se ha esclarecido si fue asesinado o si cayó fortuitamente al intentar escapar.